# Ashes to Ashes (canção de David Bowie)
"Ashes to Ashes" é uma canção composta e gravada pelo músico britânico David Bowie. A faixa foi o single principal do álbum Scary Monsters (And Super Creeps), tendo chegado ao n°1 nas paradas musicais britânicas. "Ashes to Ashes" é conhecida também por seu inovador videoclipe, dirigido por Bowie e David Mallet, e que foi o mais caro já feito até então.

## Composição
A letra da faixa revisita Major Tom, personagem originária da canção "Space Oddity", mas num tom mais obscuro. Esta persona viria a reaparecer em "Hallo Spaceboy", de 1995, e, segundo especulações, em "Blackstar", de 2015. Originalmente, a faixa chamar-se-ia "People Are Turning to Gold".
Entrevistado em 1980, Bowie descreveu a faixa como "uma verdadeira cantiga de roda dos anos 1980. Acho que as cantigas de roda dos anos 1980 vão ter muito a ver com as dos anos 1880 e 1890, que eram todas bastante repugnantes e tinham garotinhos tendo suas orelhas arrancadas e coisas assim." Anos depois, Bowie disse que, com "Ashes to Ashes", ele estava "verdadeiramente empacotando os anos setenta" para si mesmo, o que "parecia um bom epitáfio para aquela época."
Dave Thompson, crítico da AllMusic, descreveu  faixa e seu videoclipe como "um reconhecimento deliberado da então nascente cena do new romanticism."